# Dominikanki
Dominikanki – rzymskokatolickie żeńskie zgromadzenia zakonne należące do Rodziny Dominikańskiej:
- Zgromadzenia kontemplacyjne – Mniszki Zakonu Kaznodziejskiego (dominikanki klauzurowe)
- Zgromadzenia czynne
  - mające swoje domy w Polsce:
    - Dominikanki ze Zgromadzenia Sióstr świętego Dominika
    - Dominikanki ze Zgromadzenia Sióstr Misjonarek Jezusa i Maryi
    - Dominikanki Matki Bożej Różańcowej
    - Unia Świętej Katarzyny ze Sieny Misjonarek Szkoły (zgromadzenie bezhabitowe)
    - Małe Siostry Baranka

  - nie mające domów w Polsce
    - Dominikanki Najświętszego Imienia Jezus z San Rafael
    - Dominikanki nauczycielki Najświętszego Imienia Jezus
    - Dominikanki ze Zgromadzenia Najświętszego Imienia
    - inne